# 만달레 왕궁
만달레 왕궁(버마어: မန္တလေးနန်းတော်, 영어: Mandalay Palace)은 미얀마 만달레에 있는 꾼바웅 왕조의 왕궁이다.
만달레 왕궁은 미얀마의 마지막 두 왕인 민둔왕과 띠버왕의 주요 왕실 거주지였다. 이 복합 단지는 1885년 11월 28일 제3차 영국-미얀마 전쟁 중에 버마 야전군이 궁전에 진입하여 왕실을 점령하면서 왕실 거주지이자 정부 소재지에서 더 이상 사용되지 않았다.